# Dinarischer Spitzkiel
Der Dinarische Spitzkiel (Oxytropis dinarica) ist eine Pflanzenart aus der Gattung der Spitzkiele (Oxytropis) in der Unterfamilie der Schmetterlingsblütler (Faboideae) innerhalb der Familie der Hülsenfrüchtler (Fabaceae).

## Beschreibung und Systematik

### Unterscheidungsmerkmale zu ähnlichen Arten

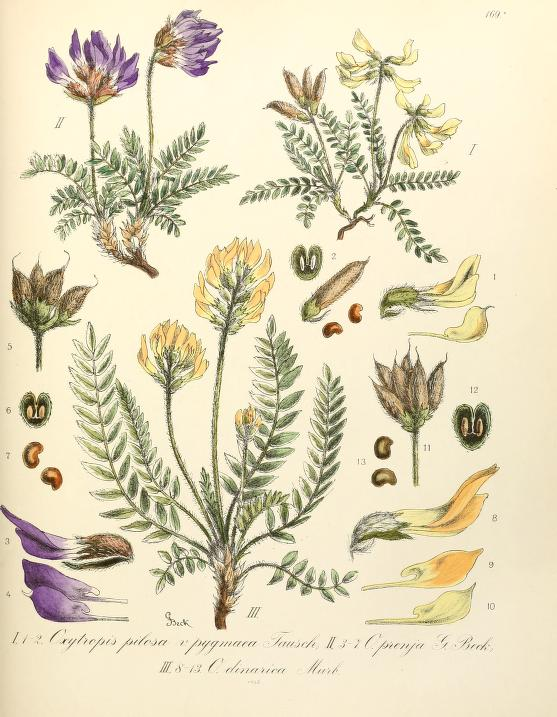
Oxytropis dinarica aus Reichenbach, Tafel 169, 1903, Bild III (unten Mitte) und 8 bis 13

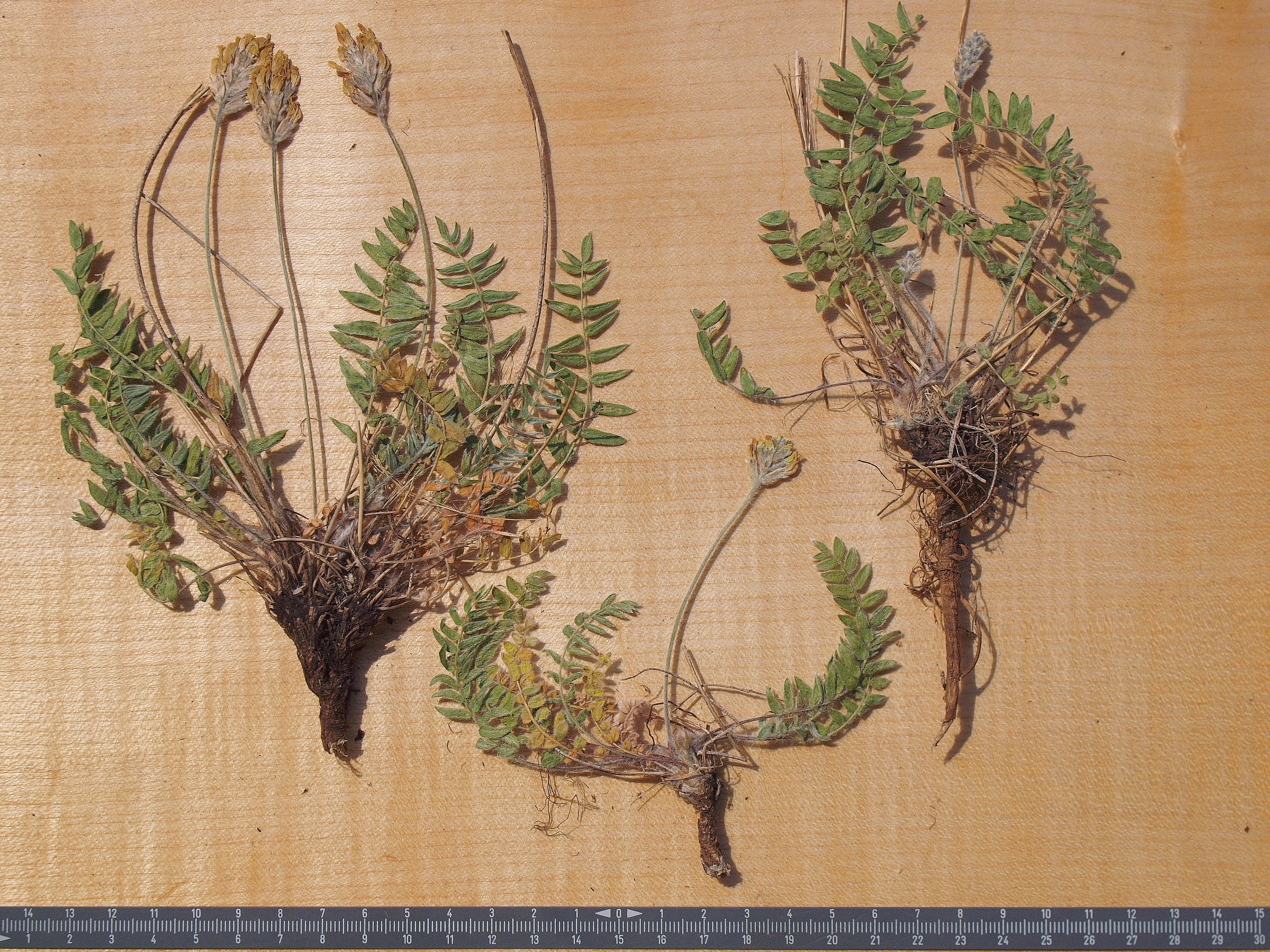
Herbarbelege der Varietät Oxytropis dinarica subsp. dinarica var. macrocarpa, Bijela gora im Orjen

Der Dinarische Spitzkiel steht in enger Verwandtschaft mit dem Alpen-Spitzkiel (Oxytropis campestris) sowie den endemischen Oxytropis-Arten der Balkanhalbinsel: Oxytropis urumovii, Prenj Spitzkiel (Oxytropis prenja) und Oxytropis kozhuharovii. Alle diese Arten wurden, soweit sie schon damals beschrieben waren, durch Peter Leins und Hermann Merxmüller aufgrund gemeinsamer morphologischer Merkmale im Bau der Hülsenfrüchte als Oxytropis-campestris-Gruppe von den anderen europäischen Oxytropis-Arten geschieden.
Innerhalb des Oxytropis campestris „Superaggregats“ unterscheidet sich der Dinarische Spitzkiel vom Alpen-Spitzkiel (Oxytropis campestris s. str.) vor allem durch die 2 bis 3 Millimeter langen Haare auf den Früchten, bei Oxytropis campestris sind die Haare höchstens 1 mm lang. Der Unterschied der Haarlänge ist schon bei blühenden Pflanzen an den Fruchtknoten sehr gut ersichtlich. Zudem ist auch die Verwachsungsweise der Stipeln an den Blattstielen unterschieden: bei Oxytropis dinarica sind die Nebenblätter nur kurz mit dem Blattstiel verwachsen, bei Oxytropis campestris dagegen mindestens zu einem Drittel bis zur Hälfte.
Weitere Merkmale sind die Behaarung (Indument) und die Blütengröße und -färbung. Bei Oxytropis dinarica sind die Haare an Blütenstandsschäften und Laubblättern abstehend, nur in vereinzelten Fällen (insbesondere bei der subsp. weberi) angedrückt, während bei Oxytropis campestris die Haare (vor allem bei balkanischen Populationen) mehr oder weniger angedrückt sind. Oxytropis campestris aus den Alpen und den Karpaten hat zudem in der Blütenfarbe oft einen Stich ins Violette, der bei Oxytropis dinarica nie zum Vorschein kommt.
Oxytropis dinarica ist bisher nur als diploide Art bekannt. Der hexaploide Oxytropis campestris ist daher womöglich aus balkanischen Vorfahren entstanden zu dem die beiden diploiden Oxytropis dinarica und Oxytropis urumovii sowie eine tetraploide Art gehören können.

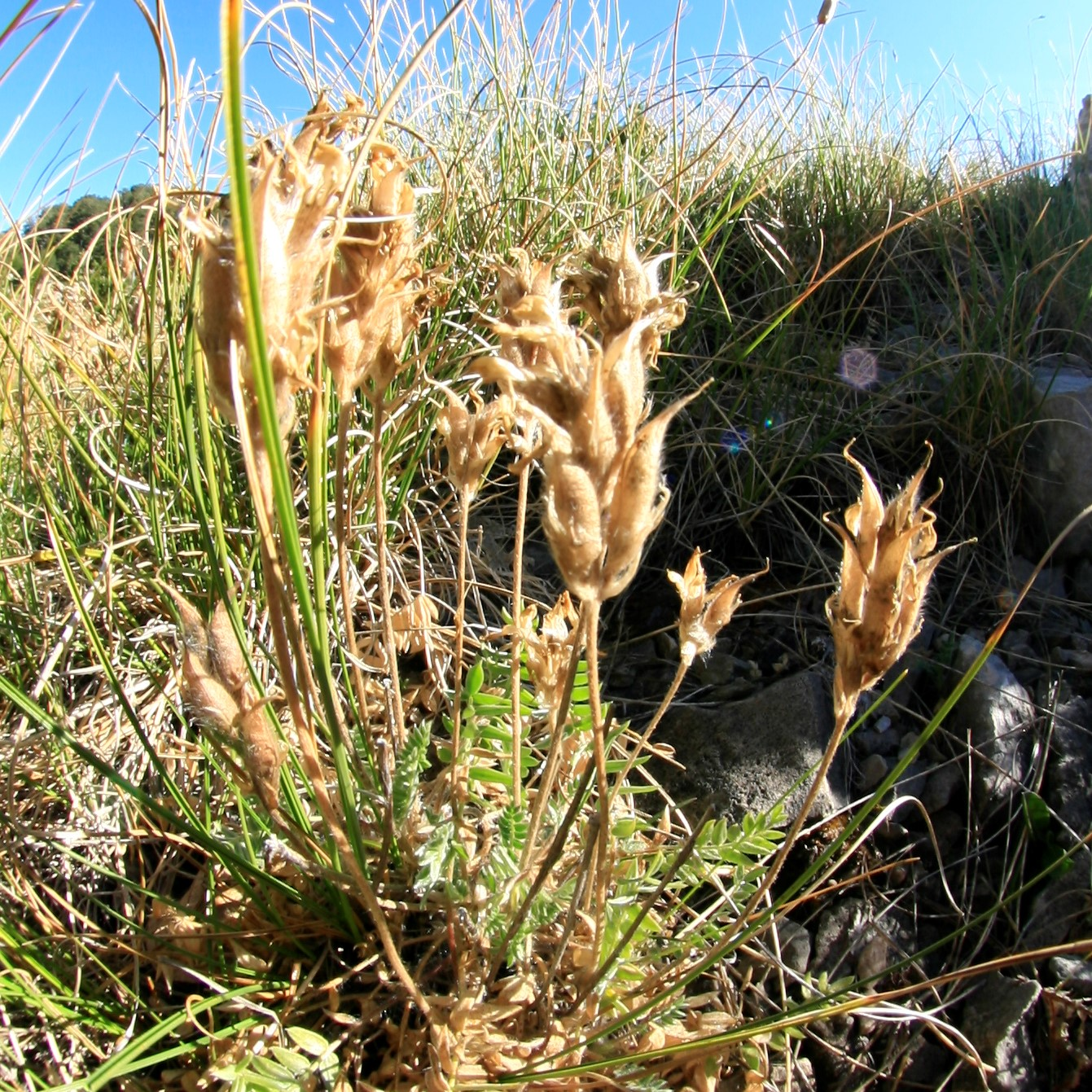
Habitus im Fruchtzustand
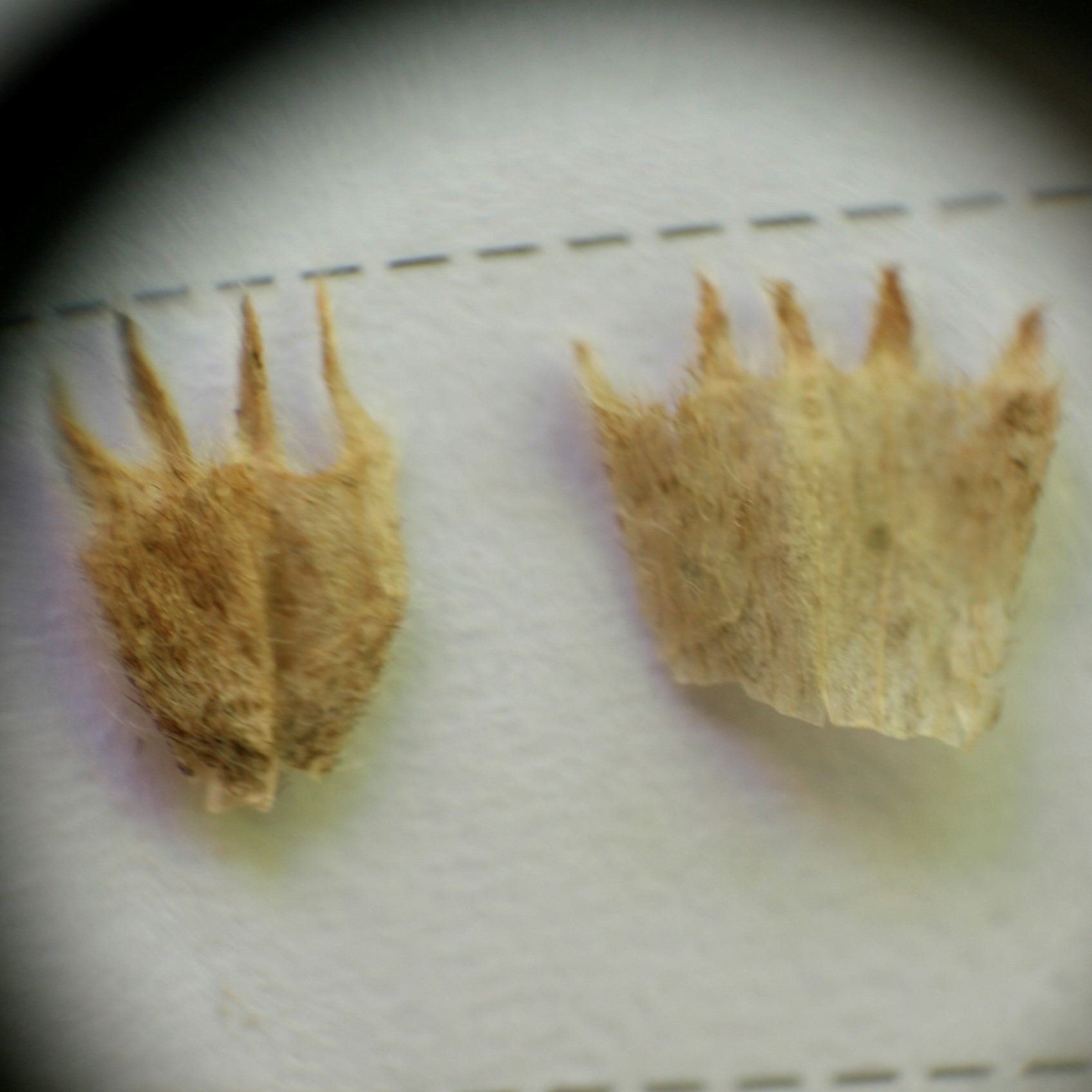
Kelche
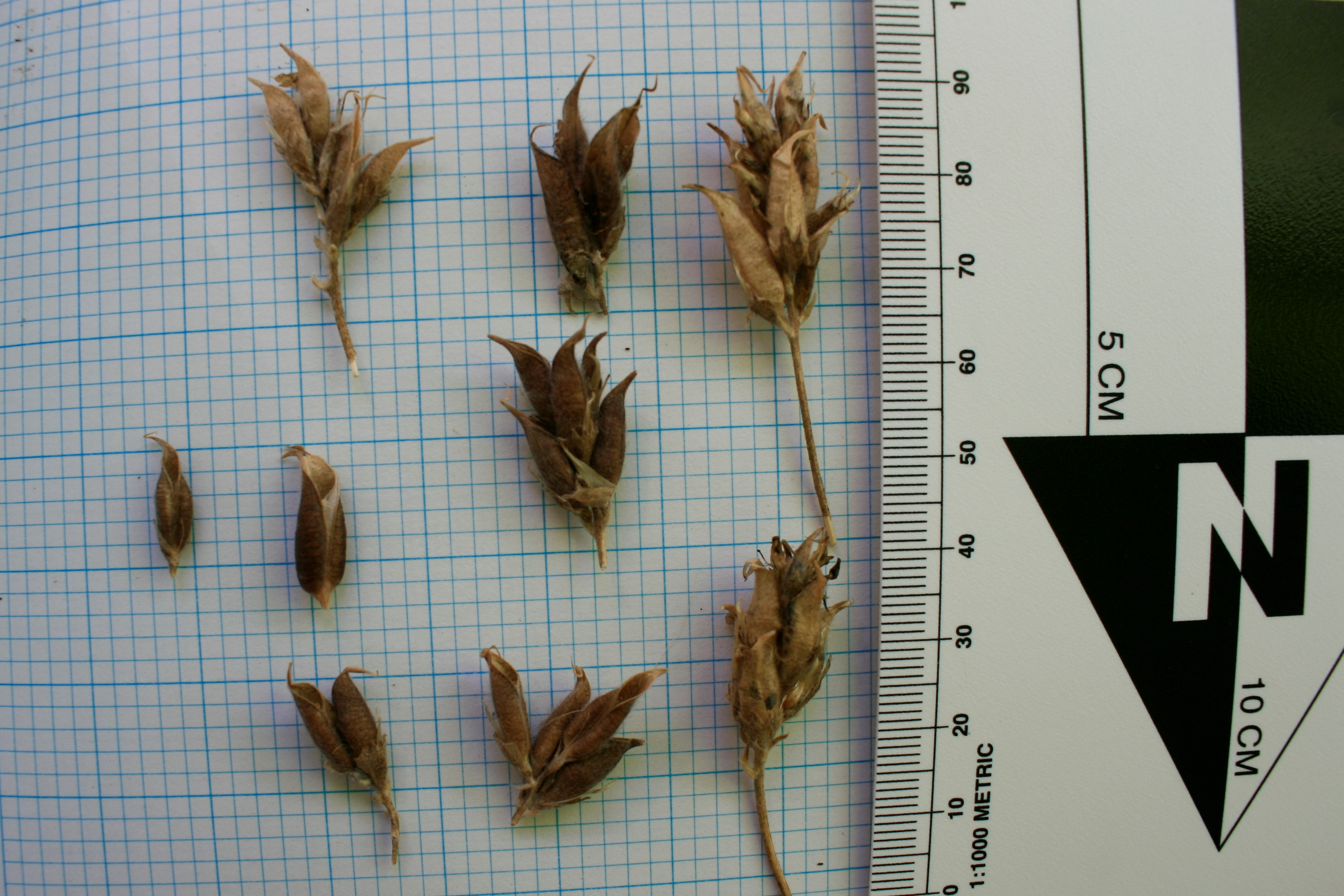
Früchte
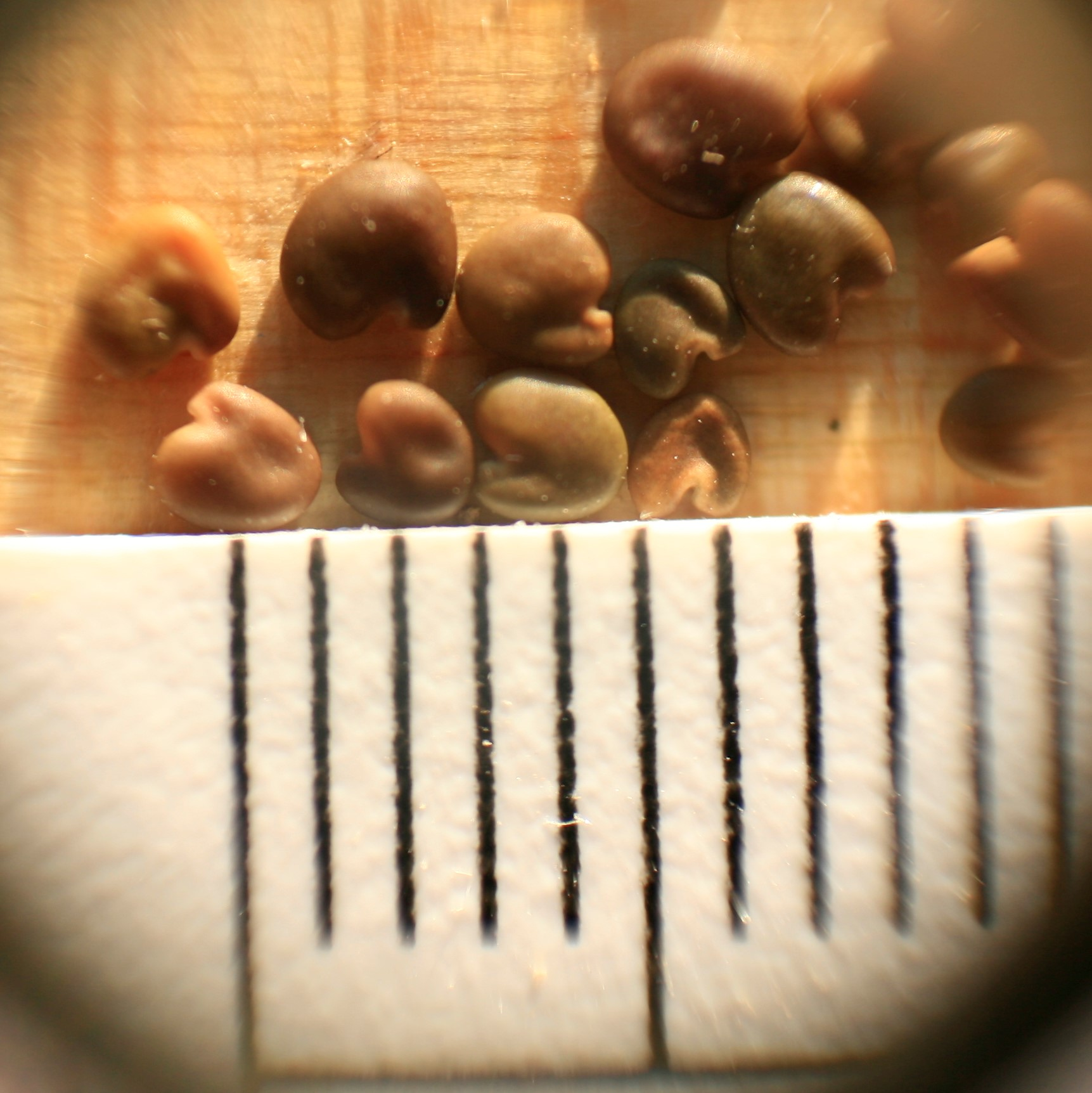
Samen

### Vegetative Merkmale

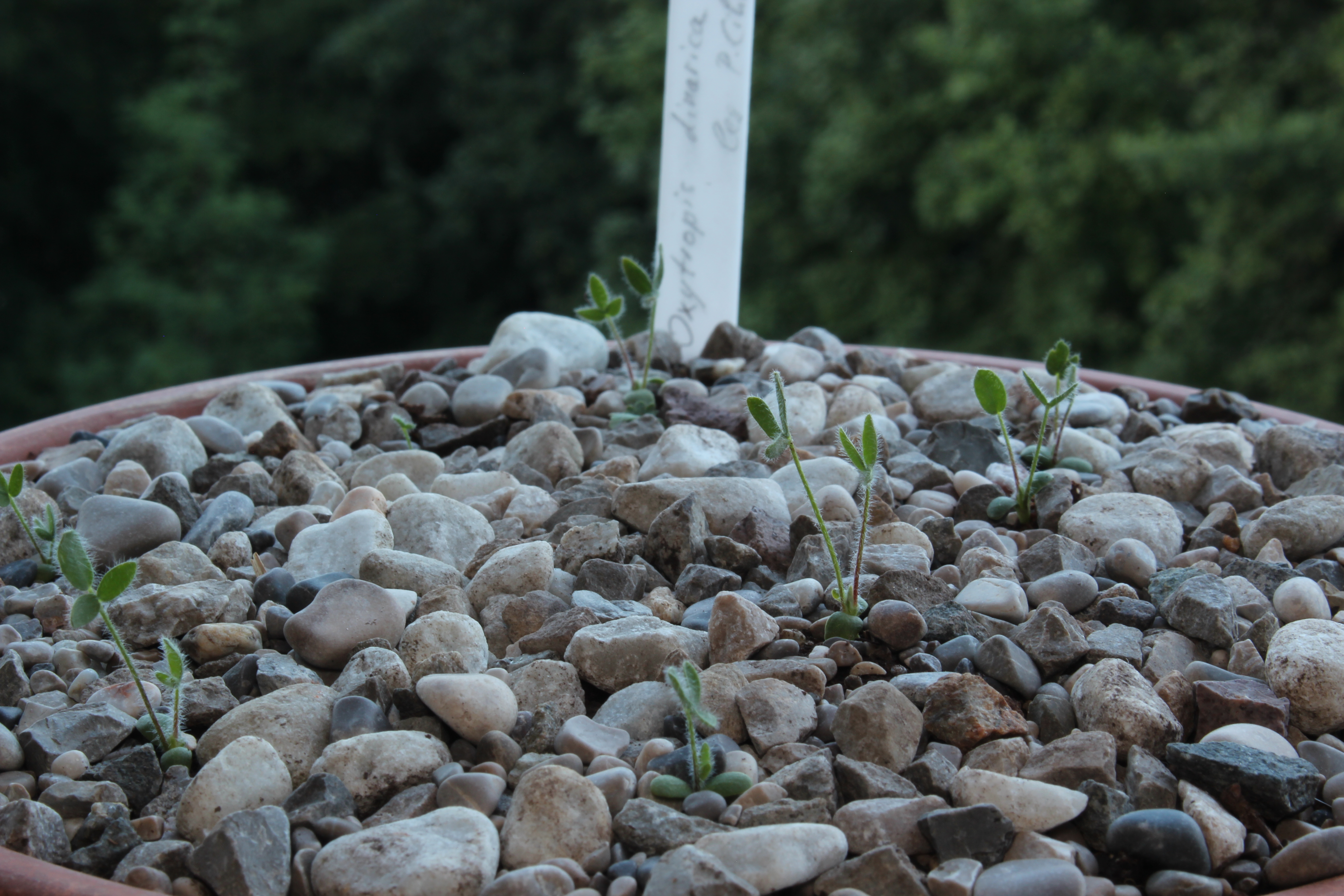
Setzlinge mit erstem Laubblatt

Der Dinarische Spitzkiel wächst als ausdauernde krautige Pflanze und erreicht Wuchshöhen von 5 bis 20 Zentimetern. Das Wurzelsystem ist kräftig entwickelt und verzweigt. Die oberirdischen Pflanzenteile sind filzig behaart. Die zahlreichen Laubblätter stehen in einer grundständigen Blattrosette zusammen. Die Laubblätter sind in Blattstiel und Blattspreite gegliedert. Die gefiederte Blattspreite besteht aus selten 8 bis meist 10 bis 15 Paaren von Fiederblättchen. Die Fiederblättchen sind bei einer Länge von 5 bis 15 Millimetern sowie einer Breite von 2 bis 4 Millimetern elliptisch (bzw. lanzettlich) und zerstreut behaart bis fast ganz kahl. Die lanzettlichen Nebenblätter sind zwei- bis dreimal so lang wie die untersten Fiederblättchen und nur kurz mit dem Laubblattstiel verbunden.

### Generative Merkmale

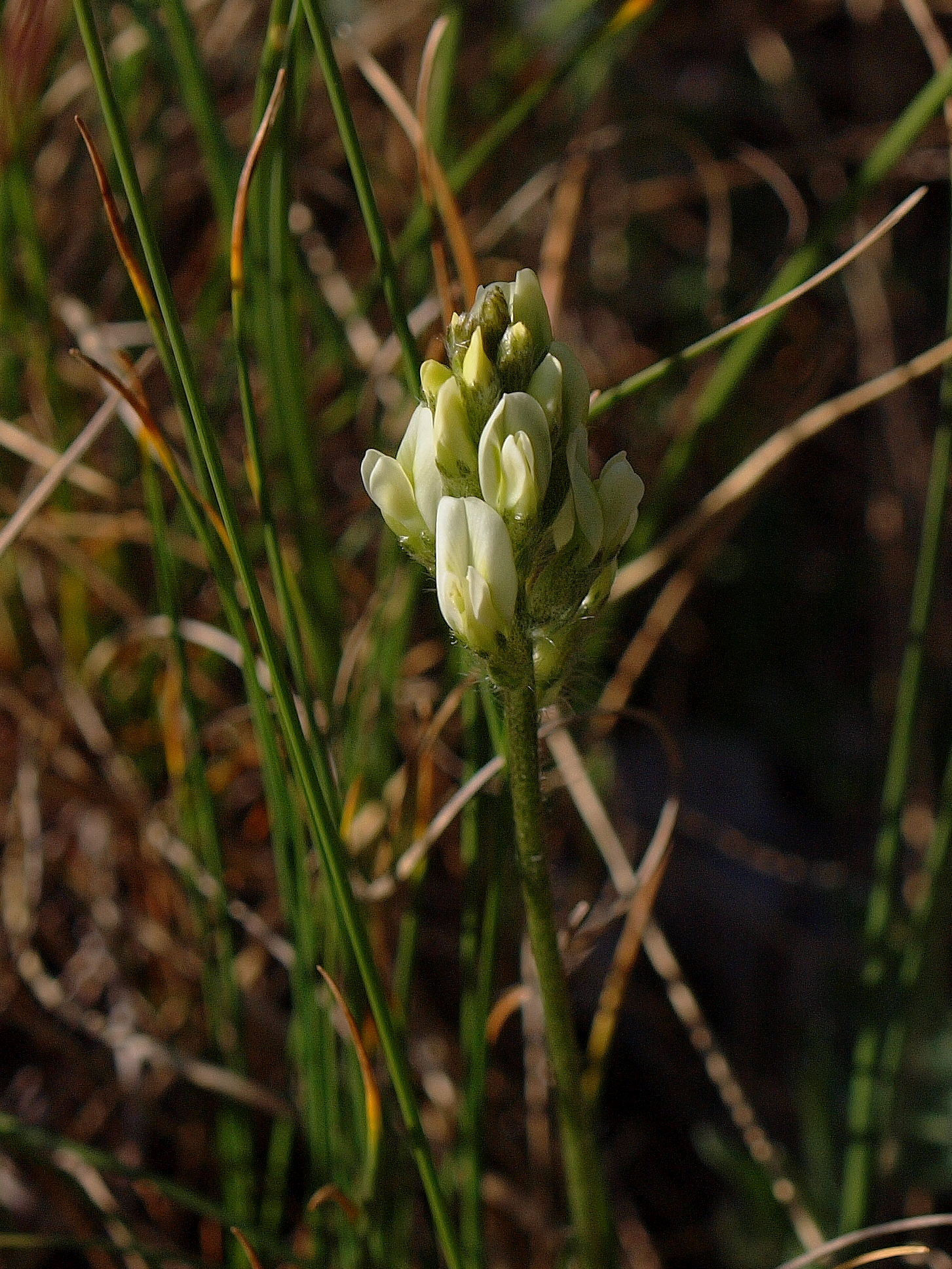
Blütenstand der Varietät Oxytropis dinarica subsp. dinarica var. macrocarpa, Bijela gora im Orjen

Die Blütezeit reicht von (Juni) Ende Juli bis August. Die 6 bis 15 Blüten stehen gedrängt in köpfchenartigen bis länglichen Blütenständen. Der Blütenstandsschaft ist etwa so lang wie die Laubblätter oder etwas länger. Die Tragblätter sind länglich bis lanzettlich, kurz, halb so lang wie die Kelchröhre, silbrig behaart.
Die aufrechten, zwittrigen Blüten sind bei einer Länge von 15 bis 18 Millimetern zygomorph und fünfzählig mit doppelter Blütenhülle. Die fünf Kelchblätter sind kurz röhrig verwachsen, mit langen weißlichen oder gelblichen, wie angedrückten und deutlich kürzeren schwarzen Haaren bedeckt. Die fünf Kronblätter stehen in der typischen Form der Schmetterlingsblüte zusammen. Die 14 bis 17 mm lange Krone ist blassgelb bis schwefelgelb, im oberen Bereich rötlichbraun. Die Fahne ist länglich-eiförmig mit gezähntem oberen Bereich.
Die aufrechte, sitzende Hülsenfrucht sind bei einer Länge von 13 bis 18 Millimetern sowie einer Breite von 4 bis 7 Millimetern länglich-eiförmig und die aufgeblasene Hülsenfrucht verschmälert sich zur Spitze hin in eine zunehmend spitzer werdenden langen Schnabel. Die Hülsenfrucht ist mit langen wolligen hellen und kurzen schwarzen Härchen besetzt. Die  kastanienbraunen Samen sind nierenförmig und abgeflacht.
Die Chromosomenzahl beträgt 2n= 16.

## Ökologie und Pflanzensoziologische Einordnung

### Ökologie

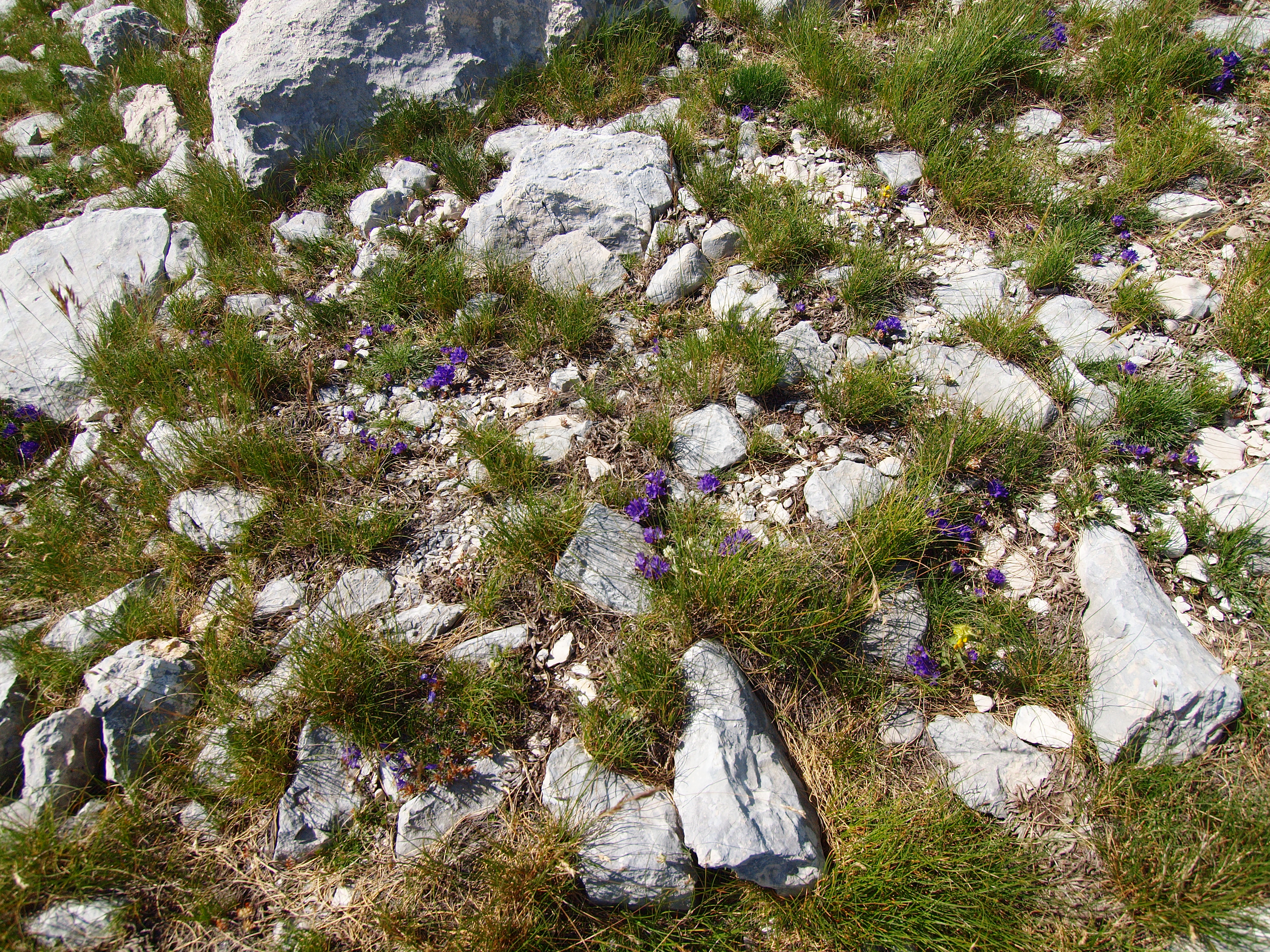
Dinarischer oromediterran/alpiner Kalkrasen des Verbands Oxytropidion dinaricae. Im Bild vom Gipfelbereich der Velika Jastrebica ist der Dinarische Spitzkiel mit Edraianthus tenuifolius vergesellschaftet.

Der Dinarische Spitzkiel ist eine Lichtpflanze kalkreicher Roh- und Initialböden, die zur Bodenklasse Rendzic-Leptosol zählen. Als Hemikryptophyt ist die stängellose aufgelockerte Rosettenpflanze auch eine thermophile xerophytische Art, was ein Überleben an trockenen Karst-Windecken im Gipfel- und Kammbereich der Hochdinariden, aber auch in zusagenden, mehr steppenartigen Habitaten in tieferen Lagen ermöglicht.

### Pflanzensoziologie
Der Dinarische Spitzkiel ist namengebende Kenn- und Charakterart des pflanzensoziologischen Verbandes Oxytropidion dinaricae innerhalb der dinarischen Kalkrasen-Ordnung Crepidetalia dinarica, die zur europäischen Klasse der Blaugras- und Nacktriedrasen (Elyno-Seslerietea) gehört. Sie ist insbesondere in den Hohen Südost-Dinariden zwischen der Neretva und Valbone verbreitet. Die einzelnen Assoziationen des Verbandes siedeln auf zumeist wenig tiefgründigen Rendzinen oder auch auf tiefer entwickelten Kalkomelanosolen glazialer Tröge.
Das geologische Substrat stellen stark gefaltete triassische Kalke der Durmitor-Decke der äußeren Hohen Dinariden sowie kretazische und jurassische Kalke der äußeren subadriatischen litoralen Dinariden, auf denen sich Kalkrohumusböden und Kalkomelanosole entwickeln. Als lokaler Name der dinarischen Hochgebirgsböden der Kalkomelanosole wird die Bezeichnung Buavica genutzt, für die Kalkrasen der Ordnung Crepidetalia dinarica auch der häufigste Vegetationstyp sind.
Charakterarten dieses Vegetationstypes sind neben Oxytropis dinarica und zahlreichen Arten der Gattungen Carex, Sesleria und Poa insbesondere endemische Taxa wie Steinnelke (Dianthus sylvestris subsp. tergestinus), Thymus albanus, Viola zoysii, Iris reichenbachii, Edraianthus tenuifolius, Iberis sempervirens, Thymus stellatus sowie Sesleria robusta u. a.

## Vorkommen

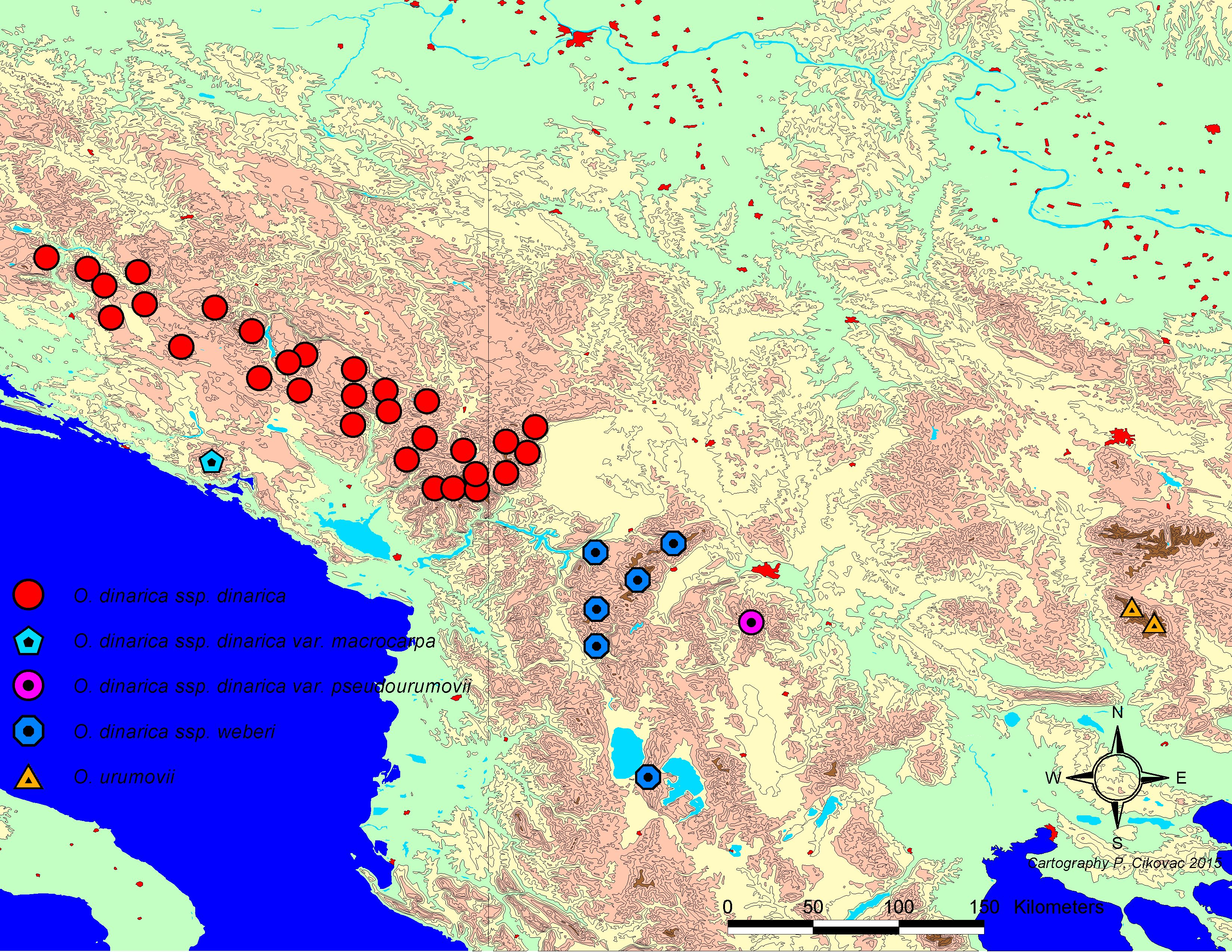
Verbreitung der Unterarten subsp. dinarica (roter Kreis) mit den Varietäten pseudourumovii (rosa Kreis) und macrocarpa (blaues Fünfeck), subsp. weberi (blaues Achteck) und Oxytropis urumovii (gelbes Dreieck)

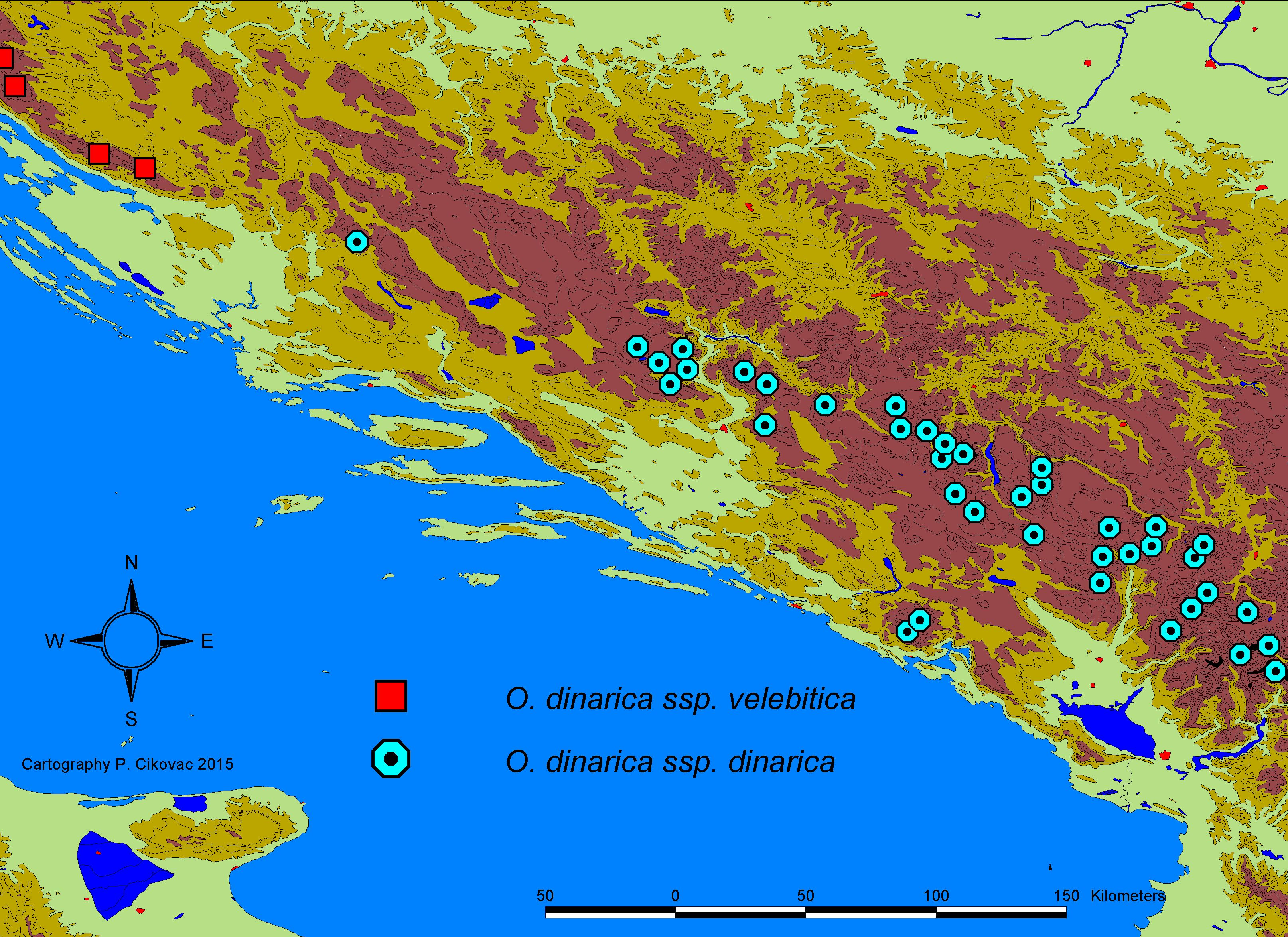
Verbreitung der Unterarten subsp. dinarica (blaues Achteck) und subsp. velebitica (rotes Viereck)

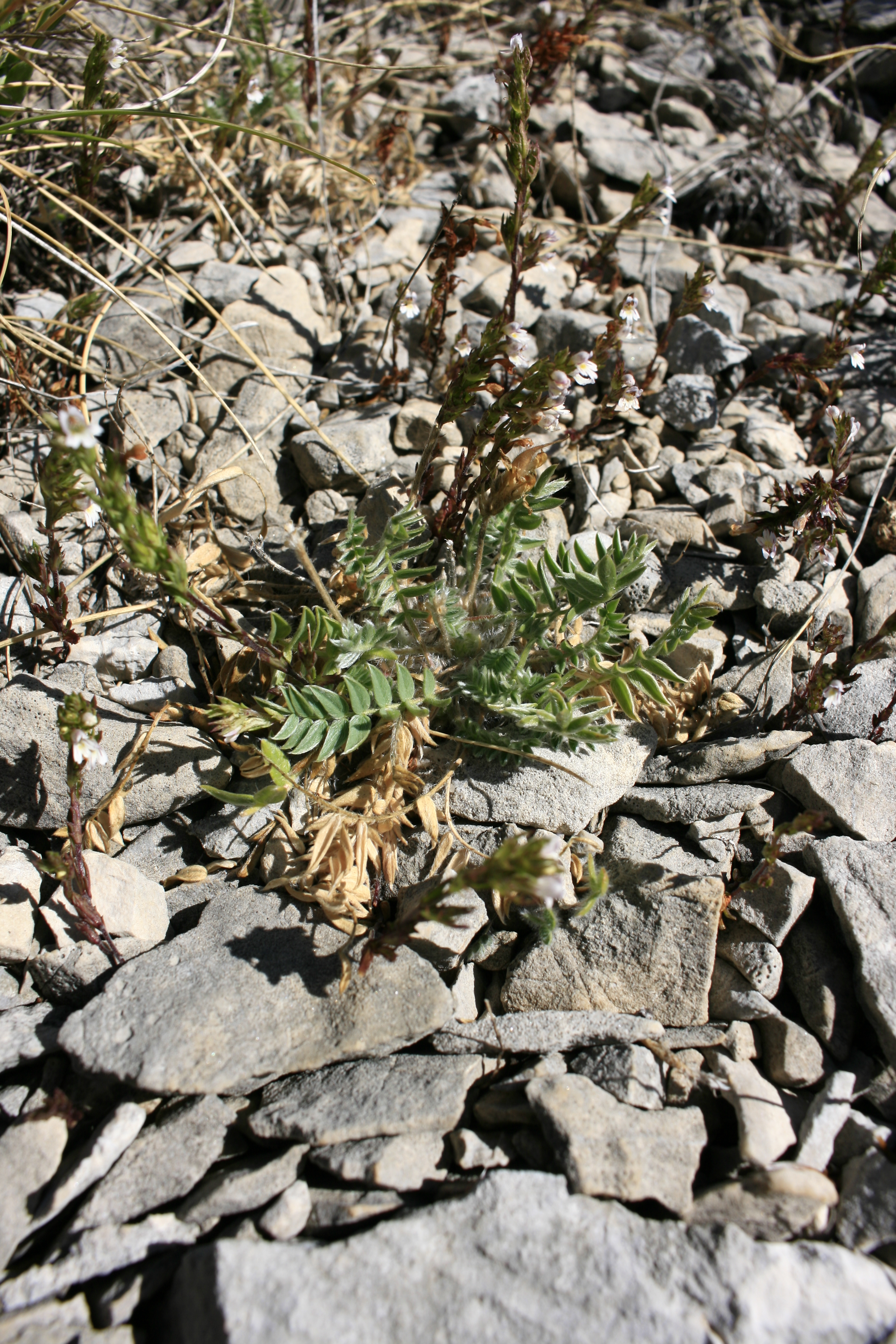
Habitat

Der Dinarische Spitzkiel ist ein dinarischer Endemit. Er ist in den Gebirgen von Kroatien, Bosnien und Herzegowina, Montenegro, des südwestlichen Serbiens und Albaniens verbreitet. Im benachbarten Bulgarien und Griechenland ist er nicht belegt, wobei ein Vorkommen in Griechenland nicht ausgeschlossen wird.
In den Dinariden wird er im Velebit, Risnjak, Biokovo, Cincar, Dinara, Volujak, Bioč, Maglič, Prenj, Čvrsnica, Čabulja, Velež, Durmitor, Sinjajevina, Orjen, Prokletije, Žijovo beobachtet. Nicht belegt ist er im Lovčen sowie der Rumija. Zumeist wird er in Gipfellagen angetroffen. Ebenfalls wird er in Großdolinen des Glaziokarsts angetroffen. Im Orjen ist er unter anderen auch im Borovi do (1450 m) sowie im Opuvani do (1600 m) in relativ niedriger Höhe auf nordseitig gelegenen Depressionen verbreitet.
Der Dinarische Spitzkiel ist eine ausgesprochene kalkholde Lichtart. Er ist Charakterart des Dinarischen Kalkmagerrasens, von Schuttfluren und Karst-Windecken der alpinen Höhenstufe und namengebende Art des Südostdinarischen Verbandes Oxytropidion dinaricae innerhalb der Klasse Elyno-Seslerietea.

## Systematik

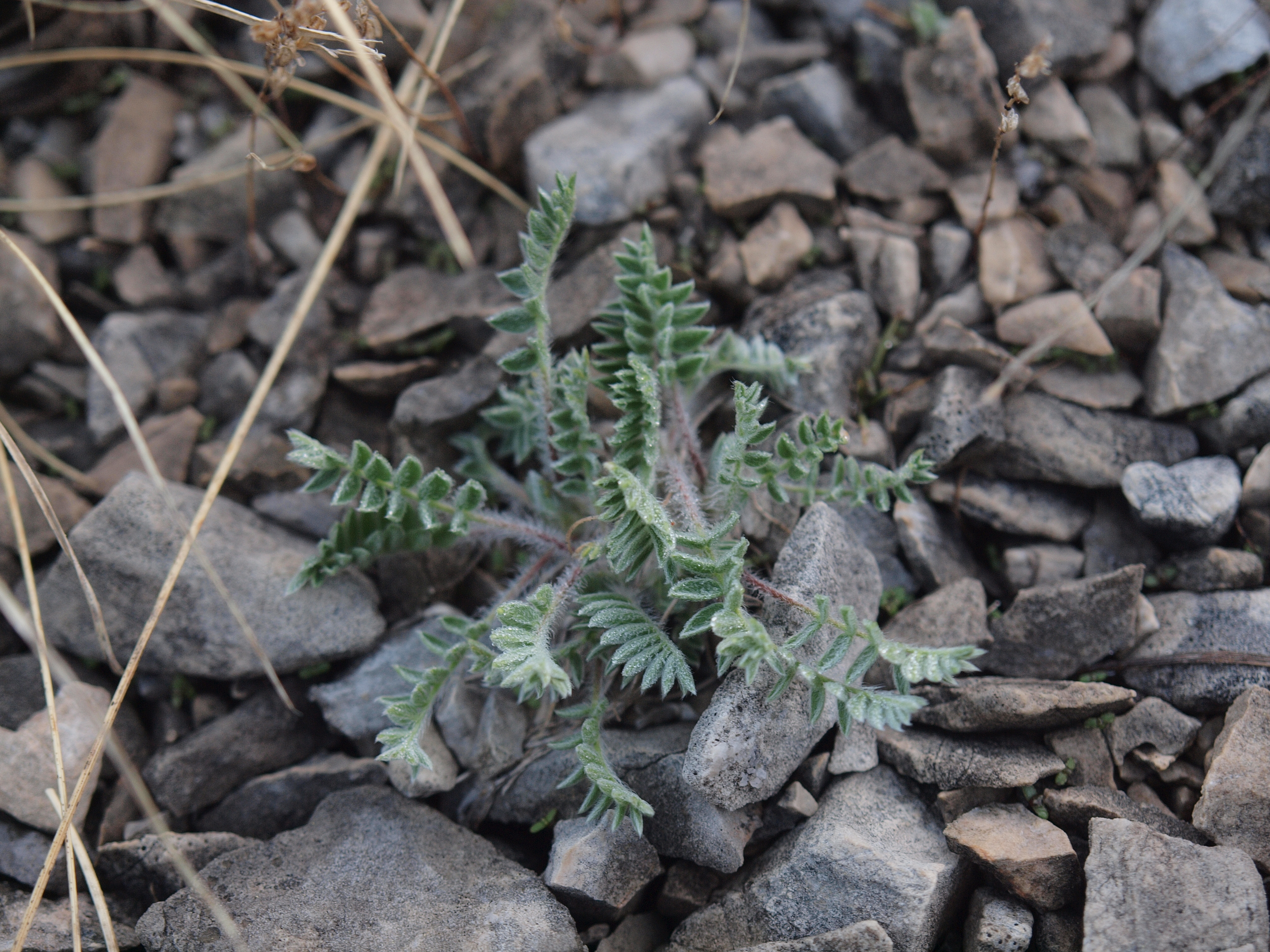
Behaarung (Indument) bei Oxytropis dinarica subsp. dinarica var. macrocarpa, Opuvani do, Orjen

Die Erstbeschreibung erfolgte als Unterart Oxytropis campestris subsp. dinarica durch Svante Murbeck in Lunds universitets årsskrift Band 27 (1892), S. 143. Richard Wettstein hob diese 1892 dann in Bibliotheca Botanica Band 5, Teil 26, Seite 39 als Oxytropis dinarica (Murb.) Wettst. in den Rang einer eigenen Art. Peter Leins und Hermann Merxmüller reihten den Dinarischen Spitzkiel 1966 in Oxytropis urumovii ein. Durch Jindřich Chrtek und Anna Chrtková wurde sie als eigene Art sensu Wettstein wiederhergestellt.
Der Dinarische Spitzkiel zerfällt in drei geographische Unterarten und zwei Varietäten:
- Oxytropis dinarica (Murb.) Wettst. subsp. dinarica aus den südöstlichen Dinariden bis zum nördlichen Albanien mit den Varietäten:
  - Oxytropis dinarica subsp. dinarica var. macrocarpa Chrtek & Chrtková aus dem subadriatischen Orjen.
  - Oxytropis dinarica subsp. dinarica var. pseudourumovii Chrtek & Chrtková aus Nordmazedonien in der Jakupica.
- Oxytropis dinarica subsp. velebitica Chrtek & Chrtková aus den nordwestlichen Dinariden in Kroatien.
- Oxytropis dinarica subsp. weberi Chrtek & Chrtková aus Nordmazedonien zwischen der Šar Planina, Korabgebirge und Galičica.

Die einzelnen Unterarten unterscheiden sich in der Blütenstandsform, Behaarungsfärbung, Kronenfärbung, Länge, Dichte und Anordnung der Haare (Indument) der Blätter und Blütenstandsschäfte, Fruchtgrösse und -form. Als wichtigstes Kriterium betrachten Chrtek und Chrková die Blütenstandsform und deren Gestaltung nach dem Abblühen; diese ist in der nordwestlichen Population (Oxytropis dinarica subsp. velebitica) auffällig verlängert. Weiterhin sind die Haare bei den westlichen und zentralen Populationen waagrecht abstehend, bei den östlichen in verschiedenem Maße angedrückt.
Somit sind die Morphotypen der drei Unterarten in den geographischen Rassen auch als Unterarten zugeordnet:
Bei der Oxytropis dinarica subsp. dinarica sind die Blätter hell- bis gelblich grün, mit kugelförmigem, nach dem Abblühen sich nur sehr mäßig verlängerndem Blütenstand und mit in der Regel waagrecht abstehenden Haaren; bei der Oxytropis dinarica subsp. velbitica mit hellgrünen Blättern und mit dem nach dem Abblühen sich verlängerndem Blütenstand und in der Regel senkrecht abstehenden Haaren; der Oxytropis dinarica subsp. weberi mit gräulichen Blättern, mit einem nach dem Abblühen sich mäßig verlängerndem Blütenstand und zumeist mit Flecken an der Spitze der Kronblätter. Auffallend ist noch die Oxytropis dinarica var. macrocarpa mit den bisher größten bekannten Früchten der Oxytropis campestris-Gruppe.
Synonymie: Oxytropis sulphurea Pant., Oxytropis campestris subsp. dinarica Murb., Oxytropis campestris (L.) DC. subsp. alpina Wettst. var. dinarica (Murb.) Ascherson & Graebn., Oxytropis urumovii Jáv.

## Botanische Geschichte und Taxonomie
Erstmals hatte Joseph Pantocsek 1874 den Dinarischen Spitzkiel als Oxytropis argentea unter das Synonym von Oxytropis sulphurea eingereiht. Er hatte seine Aufsammlungen 1872 während einer Bereisung Montenegros im Komovi und Durmitor gemacht und diese 1874 in Adnotationes ad Floram et Faunam Hercegovinae, Crnagorae et Dalmatiae (S. 128) veröffentlicht.
Synonyme für Oxytropis dinarica (Murb.) Wettst. sind: Oxytropis campestris (L.) DC. ssp. dinarica Murb., Oxytropis sulphurea Pant. non Ledeb., Oxytropis urumovii Jáv. Der serbokroatische Trivialname lautet dinarska oštrica.

## Naturschutz
Kalkstein-Magerrasen mit alpiner Habitate von Oxytropis dinarica finden sich im Durmitor-Nationalpark und in der Tara-Schlucht, die zum UNESCO-Welterbe gehören und UNESCO-Biosphärenreservate (MAB-Programm) sind. Nationalparks mit weiteren Vorkommen der Art liegen im Urwaldreservat Peručica im Nationalpark Sutjeska sowie in den Nationalparks Biogradska Gora, Paklenica, Galičica und Šar Planica.